# 岡田史織
岡田 史織／SHIORI（おかだ しおり、1984年8月16日 - ）は、埼玉県熊谷市出身の料理研究家。

## 人物
幼い頃から料理が好きで、高校時代に彼氏にお弁当を作っていた。20歳の時に失恋をし就職活動にも全滅。好きな料理を仕事にすることを決意し、フードコーディネーター養成スクールに入学する。料理研究家のアシスタントを経て独立。2007年に22歳で出版した「作ってあげたい彼ごはん」はシリーズ累計300万部を超えるベストセラーになる。「同世代の若い女性にもっと料理を楽しんでもらいたい」をモットーに、ファッション誌連載、書籍の出版、テレビ、広告、イベント、企業コラボなど幅広く活動する。 
2011年8月16日、自身の誕生日に美容師の男性と結婚したことを公式ブログで発表した。 
結婚を機に海外への料理留学にも力を注ぎ、フランス、イタリア、タイ、ベトナム、スペイン、台湾、香港、ポルトガルなど現地での家庭料理を数多く習得する。 
2014年　代官山に料理スタジオをかまえ、料理教室L’atelier de SHIORIを主宰する。 
2017年　中目黒に自身初となる飲食店の ファラフェルスタンド「Ballon」をオープン。 100％Ｖｅｇａｎサスティナブルなファストフードをテーマに掲げる。 
2019年　第一子（長男）が生まれた事を自身のInstagramで発表。後に先天性難聴であることを公表する。 
2020年　コロナ禍と自身の働き方改革の理由から代官山の料理スタジオを手放し、オンライン料理教室『L’atelier de SHIORI online』を立ち上げる。募集開始初月から5800名が参加し、立ち上げから1年8ヶ月後の2022年3月時点に1万人を記録した。

## 著作
- 『作ってあげたい彼ごはん』（宝島社、2007/08）
- 『作ってあげたい彼ごはん2』（宝島社、2008/03）
- 『作ってあげたい彼ごはん3』（宝島社、2008/09）
- 『SHIORIのかんたん♪LOVE弁当』（祥伝社、2008/11）
- 『作ってあげたい彼チョコレート』（宝島社、2009/01）
- 『作ってあげたい彼ごはん4』（宝島社、2009/04）
- 『SHIORI’sおうちごはん』（小学館、2009/08）
- 『作ってあげたい彼ごはん5』（宝島社、2009/10）
- 『作ってあげたい彼ごはん6』（宝島社、2010/9）
- 『彼ごはん　Specialedition』（宝島社、2011/5）
- 『SHIORIの花嫁レシピ』（宝島社、2011/10）
- 『SHIORIのウエルカムごはん』（祥伝社、2012/2）
- 『ＳＨＩＯＲＩの何度でも作りたくなるかんたん朝ラク弁当』（講談社、2012/8）
- 『ＳＨＩＯＲＩレシピｓｅａｓｏｎｓ.』（宝島社、2012/12）
- 『彼ごはんDAYS』（宝島社、2013/4）
- 『彼ごはんDAYS2』（宝島社、2013/10）
- 『SHIORIのフライパンレシピ』（宝島社、2014/7）
- 『恋するおむすび “ごえんむすび“の作りかた』（エイ出版、2014/12）※タイアップ
- 『ＳＨＩＯＲＩんちのｔｈｅ定番　これ、おいしいね！』（講談社、2015/2）
- 『SHIORIの毎日和食』（宝島社、2015/11）
- 『ヘルシーだから続けたくなる　カラダ想いな朝ラク弁当』（講談社、2016/8）
- 『バーミキュラでつくるSHIORIの日々ごはん』（エイ出版、2016/10）※タイアップ
- 『SHIORIの旅するおうちごはん』（マガジンハウス、2016/12）
- 『ＳＨＩＯＲＩの２人で楽しむゆるつま』（講談社、2017/11）
- 『SHIORIの野菜日和』（宝島社、2018/5）
- 『SHIORIのむげん小鍋』（宝島社、2019/10）
- 【エッセイ】『ミラクル 『彼ごはん』で夢をかなえた私の物語』（宝島社、2010/7）

## 雑誌
- 「きょうの料理」
- 「レタスクラブ」
- 「オレンジページ」
- 「steady.」
- 「Spring」
- 「InRed」
- 「sweet」
- 「リンネル」
- 「FRaU」
- 「VOCE」
- 「ViVi」
- 「CanCam」
- 「mina」
- 「non-no」
- 「MORE」
- 「ひとり暮らしをとことん楽しむ」
- 「anan」
- 「ELLE a table」
- 「ELLE　japon」

## テレビ出演
- ワンセグランチボックス（2009年、NHKワンセグ2）
- キャくれ家 / キャくらん（2009年10月 - 2011年4月、朝日放送） - レギュラー